# Phantyna pixi
Phantyna pixi là một loài nhện trong họ Dictynidae.
Loài này thuộc chi Phantyna. Phantyna pixi được Ralph Vary Chamberlin & Willis J. Gertsch miêu tả năm 1958.